# Truppenübungsplatz Rūdninkai

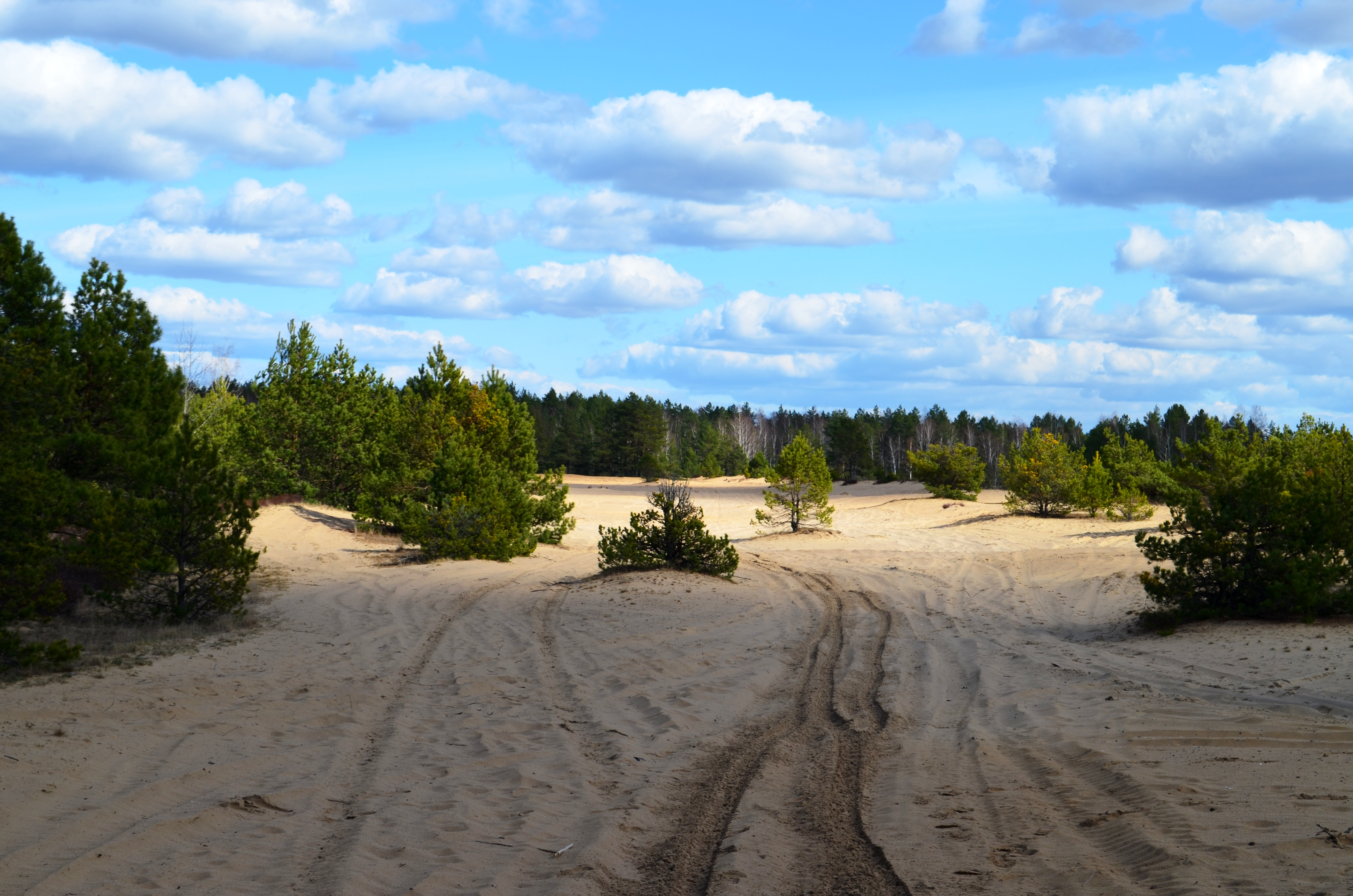
Truppenübungsplatz Rūdninkai

Der Truppenübungsplatz Rūdninkai (lit. Rūdninkų karinis poligonas) ist ein Truppenübungsplatz in Litauen. Er befindet sich südlich des Dorfs Rūdninkai in der Rajongemeinde Šalčininkai, im Bezirk Vilnius im Süden der historischen Region Dzūkija. Er umfasst Teile des Forst Rūdninkai (lit. Rūdninkų giria). Nördlich des Platzes fließt in Ost-West-Richtung die Merkys, während im Süden die Šalčia fließt.

## Geschichte
Der Truppenübungsplatz Rūdninkai war während des Kalten Kriegs Teil eines 100 Quadratkilometer großen Übungsgebiets. Hier befand sich ein allgemein als „Bombodrom“ bezeichneter Luft-/Bodenschießplatz der Luftstreitkräfte der Sowjetunion.
In den Jahren nach der Annexion der ukrainischen Halbinsel Krim durch Russland im Jahr 2014 und dem NATO-Gipfel im gleichen Jahr begann Litauen mit der Wiederherrichtung des Areals für militärische Zwecke, das nach Abzug der Sowjets stark mit Munitionsresten verseucht war. Infolge von Russlands Überfall auf das ukrainische Kernland wurden die Arbeiten beschleunigt und Ende 2022 konnten erste Schießbahnen nach NATO-Standard zertifiziert werden.
Auf dem Truppenübungsplatz sowie in Rukla sollen ab 2025/2026 Teile der deutschen Panzerbrigade 45 stationiert werden. Seit 2024 wird der Truppenübungsplatz hergerichtet, um die Brigade aufzunehmen.